# Iphierga chrysopa
Iphierga chrysopa är en fjärilsart som beskrevs av Turner 1917. Iphierga chrysopa ingår i släktet Iphierga och familjen säckspinnare. Inga underarter finns listade i Catalogue of Life.